# Pyrinia olindaria
Pyrinia olindaria är en fjärilsart som beskrevs av Felder och Alois Friedrich Rogenhofer 1873. Pyrinia olindaria ingår i släktet Pyrinia och familjen mätare. Inga underarter finns listade.